# Sainte-Ode
Sainte-Ode är en kommun i Belgien.   Den ligger i provinsen Luxemburg och regionen Vallonien, i den sydöstra delen av landet, 120 km sydost om huvudstaden Bryssel. Antalet invånare är 2 437.
I omgivningarna runt Sainte-Ode växer i huvudsak blandskog. Runt Sainte-Ode är det ganska glesbefolkat, med 34 invånare per kvadratkilometer.